# Peruaanse sidderrog
De peruaanse sidderrog (Tetronarce peruana) is een vissensoort uit de familie van de sidderroggen (Torpedinidae). De wetenschappelijke naam van de soort is voor het eerst geldig gepubliceerd in 1963 door Chirichigno F..